# Salmo 95
Il salmo 95 (94 secondo la numerazione greca) costituisce il novantacinquesimo capitolo del Libro dei salmi.
Salmi 95:8-11 è citato da Ebrei 3:8-11. Nella Bibbia di re Giacomo, il testo di san Paolo omette di menzionare i quarant'anni di tentazioni nel deserto, luogo nel quale l'apostolo non poteva essere presente, a differenza dello Spirito Santo Dio al quale egli stesso attribuisce le parole del Salmo.

Insolitamente, è identica anche la numerazione dei versi fra il libro del Vecchio Testamento e quello del Nuovo.